# Charles Starkweather
Charles Raymond Starkweather (Lincoln, Nebraska, 24 de novembro de 1938  –  25 de junho de 1959) foi um assassino em série adolescente estadunidense do tipo assassino em sequência. Starkweather matou onze pessoas nos estados de Nebraska e Wyoming nos Estados Unidos numa série de assassinatos que durou dois meses, entre dezembro de 1957 e janeiro de 1958.

## História
Charles Starkweather era um jovem de 17 anos, 1,65 cm de altura e 77 quilos que morava no estado de Nebraska nos Estados Unidos quando se apaixonou por uma garota de 13 anos, Caril Ann Fugate. Era um rapaz solitário e agressivo, mas não se sabe muito sobre o passado dele. Charles chegou a matar o vendedor de uma loja de conveniência em novembro de 1957, depois de ele se recusar a vender um presente que ele queria dar a Caril Ann, mas a polícia não tinha provas contra ele, que permaneceu livre. Em janeiro do ano seguinte, durante uma discussão com a família da namorada, Charles perdeu o controle, atirou na mãe, no padrasto e na irmã dela, ainda bébé, matando todos. O casal roubou um carro e fugiu em direção ao México, matando mais sete pessoas pelo caminho, com tiros de rifle ou facadas. A série assassina durou três dias, mas os dois foram presos na tarde do dia do último homicídio. Houve onze vítimas mortais nessa road trip com a sua namorada pelos Estados do Nebraska e do Wyoming, entre dezembro de 1957 e janeiro de 1958, ele tinha acabado de fazer 19 anos e Caril Ann tinha 14.
Charles Starkweather foi executado na cadeira elétrica aos 20 anos na Nebraska State Penitentiary em Lincoln, Nebraska, em 25 de junho de 1959. Já Caril Ann foi também condenada, mas com uma pena ligeiramente mais leve: prisão perpétua, com a possibiliadade de ser libertada após 20 anos cumpridos. Caril Ann ficou presa até 1976, e depois foi libertada. Caril Ann ainda hoje é viva,  não casou e recusa-se a falar do seu passado com Charles. A electrocussão de Charles Starkweather em 1959 foi a última execução no estado de Nebraska até 1994.
Starkweather tinha uma fixação pelo conhecido ator e sex symbol James Dean, sentindo empatia pela sua rebeldia. Charles sentiu ainda fortes complexos de inferioridade que prostraram os seus valores morais.

## Cinema
- Os filmes Terra de Ninguém (Badlands) (1973), Assassinos por Natureza (Natural Born Killers) (1994), Furia Assassina (Starkweather) (2004) são filmes inspirados nesses fatos.

## Música
- A canção de 1982 "Nebraska" de Bruce Springsteen é uma narrativa em primeira pessoa baseada na história de Charles Starkweather e Caril Ann. Springsteen chegou a nomear a canção como Starkweather, mas por razões óbvias, o título foi alterado.[3]